# أيزو 31000
آيزو 31000 هي مجموعة من المعايير المتعلقة بإدارة المخاطر صادرة عن المنظمة الدولية للمعايير.توفر ISO 31000:2018 مبادئ وإرشادات عامة حول إدارة المخاطر التي قد تكون سلبية التي تواجهها المنظمات حيث يمكن أن يكون لها عواقب من حيث الأداء الاقتصادي والسمعة المهنية.
تسعى آيزو 31000 إلى توفير نموذج معترف به عالميًا للممارسين والشركات التي تستخدم عمليات إدارة المخاطر لاستبدال عدد لا يحصى من المعايير والمنهجيات والنماذج الحالية التي تختلف بين الصناعات والموضوعات والمناطق. لهذا الغرض، يمكن تخصيص التوصيات الواردة في آيزو 31000 لأي منظمة وسياقها.
حتى العام 2020، اللجنة المسؤولة عن مجموعة المعايير هذه (اللجنة ISO/TC 262) خمسة معايير تم نشرها بينما توجد أربعة معايير إضافية في مراحل الاقتراح / التطوير.
المعايير التي تم نشرها:
- ISO 31000: 2018 - إدارة المخاطر - إرشادات
- ISO / TR 31004: 2013 - إدارة المخاطر - إرشادات لتطبيق ISO 31000
- IEC 31010: 2019 - إدارة المخاطر - تقنيات تقييم المخاطر
- ISO 31022: 2020 - إدارة المخاطر - إرشادات لإدارة المخاطر القانونية
- ISO 31030: 2021 إدارة مخاطر السفر - إرشادات للمنظمات
- IWA 31: 2020 - إدارة المخاطر - إرشادات حول استخدام ISO 31000 في أنظمة الإدارة

معايير قيد التطوير:
- ISO / AWI 31073 - إدارة المخاطر - المصطلحات
- ISO / WD 31050 - إرشادات لإدارة المخاطر الناشئة لتعزيز المرونة
- ISO / CD 31070 - إدارة المخاطر - إرشادات حول المفاهيم الأساسية

صممت المنظمة أيضًا إرشادات أيزو 21500 ‏ بشأن معيار إدارة المشاريع لتتوافق مع آيزو 31000: 2018.

## مقدمة
نُشر أيزو 31000 كمعيار في 13 تشرين الثاني / نوفمبر 2009، ويوفر معيارًا بشأن تنفيذ إدارة المخاطر. تم نشر دليل ISO / IEC 73 منقح ومتناسق في نفس الوقت. الغرض من أيزو 31000:2009 هو أن يكون قابل للتطبيق وقابل للتكيف مع "أي مؤسسة عامة أو خاصة أو مجتمعية أو جمعية أو مجموعة أو فرد." وفقًا لذلك، لم يتم تطوير النطاق العام لـ ISO 31000 - كعائلة من معايير إدارة المخاطر - لمجموعة صناعية معينة أو نظام إدارة أو مجال موضوع معين في الاعتبار، بدلاً من ذلك وفّر هيكل وإرشادات أفضل الممارسات لجميع العمليات المعنية بإدارة المخاطر. بدأت عملية المراجعة الأولى في 13 أيار / مايو 2015. تم نشر مسودة المعيار الذي كان مفتوحًا للتعليق العام، في 17 شباط / فبراير 2017. تم انتقاد أيزو 31000 بسبب افتقاره للصلابة واللغة المضللة.
تمت إضافة تحديث لأيزو 31000 في بداية العام 2018. يختلف التحديث في أن المعيار الجديد يوفر إرشادات استراتيجية أكثر من النسخة السابقة ويركز بشكل أكبر على مشاركة الإدارة العليا ودمج إدارة المخاطر في المنظمة".

## النطاق
يوفر أيزو 31000:2018 مجموعة من المبادئ والإرشادات لتصميم وتنفيذ إطار عمل لإدارة المخاطر وتوصيات لتطبيق عملية إدارة المخاطر. يمكن تطبيق عملية إدارة المخاطر كما هو موضح في أيزو 31000 على أي نشاط، بما في ذلك اتخاذ القرار على جميع المستويات. يتم وصف الفرق بين بنود "إطار عمل إدارة المخاطر" و "عملية إدارة المخاطر" من قبل المنظمة الدولية للمعايير على النحو التالي:
- إطار عمل إدارة المخاطر: هو مجموعة من المكونات التي توفر الأسس والترتيبات التنظيمية لتصميم وتنفيذ وتوجيه ومراجعة وتحسين مستمر لإدارة المخاطر في جميع أنحاء المنظمة. من خلال دورة PDCA، يمكن تحسين النظام على أساس مستمر.[7]
- عملية إدارة المخاطر: التطبيق المنهجي لسياسات الإدارة وإجراءاتها وممارساتها على أنشطة الاتصال والاستشارة وإنشاء السياق وتحديد وتحليل وتقييم ومعالجة ورصد ومراجعة المخاطر.[8] بعبارة أخرى، ما يفعله معيار أيزو 31000 هو أنه يضفي الطابع الرسمي على ممارسات إدارة المخاطر، ويهدف هذا النهج إلى تسهيل التبني على نطاق أوسع من قبل الشركات التي تتطلب معيار إدارة مخاطر المؤسسة الذي يستوعب أنظمة إدارة مركزية متعددة.

يتمثل نطاق هذا النهج في إدارة المخاطر بتمكين جميع المهام الإستراتيجية والإدارية والتشغيلية للمؤسسة في جميع مفاصلها لتكون متوافقة مع مجموعة من أهداف إدارة المخاطر المشتركة.

## التعريفات
أحد التغييرات النموذجية الرئيسية المقترحة في المعيار أيزو 31000 هو التغيير في كيفية تصور المخاطر وتعريفها. بموجب كل من المعيار أيزو 31000:2009 و الدليل أيزو 73، لم يعد تعريف "الخطر" هو "فرصة أو احتمال الخسارة"، ولكن "تأثير عدم اليقين على الأهداف"، وبالتالي أصبحت كلمة "خطر" تشير إلى إلى عواقب عدم اليقين، وكذلك سواءً كانت هذه العواقب إيجابية أو سلبية.
تم اعتماد تعريف مشابه في أيزو9001:2015 (معيار نظام إدارة الجودة)، حيث يتم تعريف المخاطر على أنها "تأثير عدم اليقين". بالإضافة إلى ذلك، تم تقديم مطلب جديد متعلق بالمخاطر، "التفكير القائم على المخاطر".
وبالمثل، تم وضع تعريف جديد واسع النطاق لأصحاب المصلحة في ISO 31000، "الشخص أو الأشخاص الذين يمكن أن يؤثروا أو يتأثروا أو يدركوا أنهم يتأثرون بقرار أو نشاط." إنه التعريف الحرفي المقدم لمصطلح "طرف معني" كما هو محدد في أيزو 9001:2015.

## الهيكل
ترتكز إدارة المخاطر الموضحة في معيار ISO 31000 على ثلاثة عناصر أساسية: المبادئ، والإطار، والعملية.
```
تعمل هذه العناصر معًا لضمان هيكلة إدارة المخاطر وتكاملها وتوافقها مع أهداف المؤسسة، تُوجّه المبادئ الهدف العام لإدارة المخاطر وقيمتها، بينما يُدمج الإطار هذه الإدارة في حوكمة المؤسسة وعملياتها، وتوفر العملية نهجًا منهجيًا لتحديد المخاطر وتقييمها ومعالجتها.
```

يمكن تصور العلاقة بين المبادئ والإطار والعملية في صورة موجودة على منصة التصفح عبر الإنترنت ISO هنا"ISO 31000:2018(en) Risk management — Guidelines". مؤرشف من الأصل في 2025-07-23.